# 나이지리아-방글라데시 관계
나이지리아–방글라데시 관계는 나이지리아와 방글라데시 사이의 양자 관계를 의미한다. 방글라데시는 아부자에 고등판무관 사무소를 두고 있으며, 나이지리아는 과거 다카에 고등판무관 사무소를 두었으나 현재는 폐쇄된 상태이다. 현재 나이지리아는 뉴델리에 거주하는 비상주 고등판무관을 통해 방글라데시에 외교적으로 대표되고 있다. 두 나라는 모두 이슬람 협력 기구, 영연방, 개발도상 8개국 그룹(D-8) 등 여러 국제기구의 회원국이다.

## 협력
무역과 투자, 농업, 관광은 양국 간 주요 협력 분야이다.

## 경제 관계
나이지리아와 방글라데시는 양자 무역과 투자를 확대하고자 상호 관심을 표명하였다. 방글라데시의 의약품, 편직물, 시멘트, 황마 및 황마 제품, 세라믹, 원양선박, 경공업, 가죽 및 플라스틱 제품이 나이지리아 시장에서 큰 잠재력을 지닌 품목으로 확인되었다. 나이지리아는 방글라데시 기업인들에게 자국의 농업, 식품 가공, 의약품, 의료 장비, 정보통신기술(ICT), 교육 분야에 투자를 촉구하였다. 양국 간 무역 규모는 2012년에 1,400만 달러를 기록하였다. 2014년 방글라데시 관세위원회는 아프리카 국가들과 새로운 자유무역협정 또는 우대무역협정 체결의 이점에 관한 타당성 조사를 준비하였으며, 나이지리아와 말리를 이러한 협정 체결에 가장 유망한 국가로 추천하였다.